# 시모키타 선데이즈
《시모키타 선데이즈》(下北サンデーズ 시모키타 산데즈[*])는 이시다 이라의 소설이자 이를 원작으로 한 텔레비전 드라마이다.

## 줄거리
도쿄도 시모키타자와가 무대이다. 주인공 사토나카 유이카는 지바 대학 진학을 위해 야마나시 현에서 도쿄로 상경한다. 상경한 것은 좋지만 어렸을 적부터 여관을 경영하는 부모님이 사고 싶은거라면 뭐든 사줬기 때문에, 갖고 싶은 것도, 희망도 없어졌다. 대학 설명회에서 극단원 모집을 실시한 〈시모키타 선데이즈〉라는 가난하고 작은 극단에 흥미를 가진고, 공연을 관람한 유이카는 감동을 받고 극단 입단을 결정한다.
극단 사람들의 군상, 유이카의 꿈과 청춘을 그리고있다.

## 드라마
2006년 7월 13일부터 같은 해 9월 7일까지 TV 아사히에서 방송됐다. 《이케부쿠로 웨스트 게이트 파크》의 이시다 이라 · 쓰쓰미 유키히코 콤비 부활에, 우에토 아야 주연이라는 화제성으로 방영 전부터 기대도가 높았으나, 결과적으로는 2006년 3분기에서 같은 TV 아사히의 《레카타》 다음으로 저시청률을 기록해, 1화 단축 종영됐다. 우에토 아야의 단축 종영작은 《한 여름의 아빠에게》에 이어 두 번째이다.

### 출연진
사토나카 유이카 - 우에토 아야
아쿠타가와 츠바사 - 사사키 구라노스케
다테 치에미 - 사다 마유미
에모토 아키코 - 야마구치 사야카
캔디 요시다 - 오시마 미유키(모리산츄)
테라시마 레이코 - 마쓰나가 교코
야가미 세이치 - 이시가키 유마
산보 - 다케야마 다카노리(컨닝)
사토 신 - 후지가야 타이스케
타도코로 후타바 - 타카베 아이
죠 오오스기 - 카네코 노리히토
시모우마 신로 - 후루타 아라타
다이자와 지로 - 후지이 후미야
사토나카 후미오 - 기타무라 소이치로